# Phagnalon
Phagnalon es un género de plantas de la familia  Asteraceae. Comprende 102 especies descritas y de estas, solo 27  aceptadas.

## Taxonomía
El género fue descrito por Alexandre Henri Gabriel de Cassini  y publicado en Bull. Sci. Soc. Philom. Paris, vol. 1819, p. 174 en 1819.

## Especies aceptadas
A continuación se brinda un listado de las especies del género Phagnalon aceptadas hasta 2013, ordenadas alfabéticamente. Para cada una se indica el nombre binomial seguido del autor, abreviado según las convenciones y usos.
- Phagnalon abyssinicum A.Rich.
- Phagnalon barbeyanum Asch. & Graebn.
- Phagnalon acuminatum Boiss.
- Phagnalon bicolor Ball
- Phagnalon calycinum (Cav.) DC.
- Phagnalon darvasicum Krasch.
- Phagnalon garamantum Maire
- Phagnalon kotschyi Sch.Bip. ex Boiss.
- Phagnalon latifolium Maire
- Phagnalon lavranosii Qaiser & Lack
- Phagnalon melanoleucum Webb
- Phagnalon nitidum Fresen.
- Phagnalon niveum Edgew.
- Phagnalon persicum Boiss.
- Phagnalon phagnaloides (Sch.Bip. ex A.Rich.) Cufod.
- Phagnalon purpurascens Sch.Bip.
- Phagnalon pycnophyllon Rech.f.
- Phagnalon pygmaeum (Sieber) Greuter
- Phagnalon quartinianum A.Rich.
- Phagnalon rupestre (L.) DC.
- Phagnalon saxatile (L.) Cass.
- Phagnalon schweinfurthii Sch.Bip. ex Schweinf.
- Phagnalon sinaicum Bornm. & Kneuck.
- Phagnalon sordidum (L.) Rchb.
- Phagnalon stenolepis Chiov.
- Phagnalon umbelliforme DC.
- Phagnalon viridifolium Decne.[1]